# Walla Walla (Nouvelle-Galles-du-Sud)
Pour les articles homonymes, voir Walla Walla.
Walla Walla (581 habitants) est un village de la Riverina, en Nouvelle-Galles du Sud en Australie.
Le village est à 39 kilomètres au nord d'Albury et à 130 kilomètres au sud de Wagga Wagga.
Le village a été créé en 1869 par un groupe de colons allemands en provenance de la vallée Barossa.
Il abrite la seule école secondaire luthérienne de Nouvelle Galles du Sud.